# Édouard Prulhière
 (avril 2023).
La mise en forme du texte ne suit pas les recommandations de Wikipédia : il faut le « wikifier ».
Les points d'amélioration suivants sont les cas les plus fréquents. Le détail des points à revoir est peut-être précisé sur la page de discussion.
- Les titres sont pré-formatés par le logiciel. Ils ne sont ni en capitales, ni en gras.
- Le texte ne doit pas être écrit en capitales (les noms de famille non plus), ni en gras, ni en italique, ni en « petit »…
- Le gras n'est utilisé que pour surligner le titre de l'article dans l'introduction, une seule fois.
- L'italique est rarement utilisé : mots en langue étrangère, titres d'œuvres, noms de bateaux, etc.
- Les citations ne sont pas en italique mais en corps de texte normal. Elles sont entourées par des guillemets français : « et ».
- Les listes à puces sont à éviter, des paragraphes rédigés étant largement préférés. Les tableaux sont à réserver à la présentation de données structurées (résultats, etc.).
- Les appels de note de bas de page (petits chiffres en exposant, introduits par l'outil «  Source ») sont à placer entre la fin de phrase et le point final[comme ça].
- Les liens internes (vers d'autres articles de Wikipédia) sont à choisir avec parcimonie. Créez des liens vers des articles approfondissant le sujet. Les termes génériques sans rapport avec le sujet sont à éviter, ainsi que les répétitions de liens vers un même terme.
- Les liens externes sont à placer uniquement dans une section « Liens externes », à la fin de l'article. Ces liens sont à choisir avec parcimonie suivant les règles définies. Si un lien sert de source à l'article, son insertion dans le texte est à faire par les notes de bas de page.
- La présentation des références doit suivre les conventions bibliographiques. Il est recommandé d'utiliser les modèles {{Ouvrage}}, {{Chapitre}}, {{Article}}, {{Lien web}} et/ou {{Bibliographie}}. Le mode d'édition visuel peut mettre en forme automatiquement les références.
- Insérer une infobox (cadre d'informations à droite) n'est pas obligatoire pour parachever la mise en page.

Pour une aide détaillée, merci de consulter Aide:Wikification.
Si vous pensez que ces points ont été résolus, vous pouvez retirer ce bandeau et améliorer la mise en forme d'un autre article.
 (janvier 2016).
Édouard Prulhière ou Édouard de La Prulhière, est un peintre et plasticien franco-américain, dont le travail a été principalement exposé en Europe et aux États-Unis. Son travail interroge l'ontologie de la peinture. Il prend la forme de tableaux, d’installations et de sculptures. Expérimental, le travail d’Edouard Prulhière explore les conventions de la peinture, ses relations à l'espace et ses conditions de monstration, mais aussi les différentes modalités d’apparition de l’image. privilégiant l’improvisation et l’informe, l’hybridation des gestes, des techniques et des modes d’application de la peinture sur la toile, elle-même manipulée voire malmenée dans le processus de production.  Il transforme certaines de ses toiles en sculptures, en les froissant et les pliant avant de les enrouler et de les visser sur des structures en bois. À partir des années 2000, son travail s’étend à la création d’installations in-situ, comprenant notamment des peintures murales et des ballots de toiles maculées suspendues au plafond. Soit une mise à l’épreuve de la matérialité de la peinture en tant qu’objet dans l’espace, obéissant à une singulière économie de la construction et de la destruction. 
Il est Lauréat de La résidence Villa Ndar, institut Français 2021, AIC Drac ile de France 2018, Gottlieb Foundation 2017, Pollock-Krasner Foundation 1996.

## Biographie
Edouard Prulhière étudie à de l’Ecole supérieure d’art du Havre puis à l’Ecole nationale supérieure des beaux-arts de Paris. En 1988 il part s’établir à New York ou Il vit jusqu'en 2004. Il enseigne actuellement en France et vit à Paris. De 1990 à 2000, il a enseigné la peinture à Parsons The New School of Design à New York et à l’École supérieure des beaux-arts de Tours. Il enseigne aujourd’hui à l’École supérieure d'art de Rouen.
Son œuvre est présentée dès 1992 en France, à Paris ; en 1993 en Allemagne, à Munich ; en 1994 aux USA, à New-York et continue d’être exposée internationalement.
Les œuvres d'Edouard Prulhière sont exposées à partir de 1992 à la galerie Météo à Paris (Le Triomphe de la peinture). L’année suivante, à la galerie Daniel Blau (Köpfe) à Munich en Allemagne ; à Paris au Grand Palais (Saga), à la galerie Zürcher (Vraiment peintres), à la galerie Barbier-Beltz et à la galerie Météo (SMGP2A) ; au musée de Toulon (L’Éloge de la peinture) ; à New York, au consulat français (An american collection of contemporary french art), à la galerie Achim Kubinski (What to say, what not to say) et à White Columns (Libidinal paintings).
L’œuvre d’Edouard Prulhière s'est fait connaitre interrogeant l'ontologie de la peinture à travers ses outils, ses matériaux et ses formes. Son travail est défendu en France par Bernard Lamarche-Vadel [1] et aux États-Unis par les critiques d’art Raphael Rubinstein [2] et Saul Ostrow. En 1994, dans la revue Art in America, Jerry Saltz  écrit un article [3]  présentant les expositions de peinture de l’année par catégorie. On y retrouve le travail d’Edouard Prulhière classé dans la peinture abstraite et la partie « Mad Max Variations ». 
Les œuvres d’Edouard Prulhière sont présentées dans de nombreuses expositions collectives sur la peinture contemporaine en Europe et aux États-Unis comme au Bennington College aux USA, au Centre d’Art de Saragosse en Espagne (Painting in an expanded field) en 1997, dans quatre musées de Suède, Edsvik Konst och Kultur à Stockholm, Bildmuseet à Umea, Boras Kostmuseum à Boras  (avec l’exposition itinérante  Unpriviledge Spaces) en 1998, au Frac Auvergne (Pintura) en 2000. En 1998, Edouard Prulhière rencontre le critique d’art et commissaire d’exposition Tristan Trémeau qui lui consacre une exposition personnelle en 1999 à la galerie Louis Le carré à Lille puis une exposition de groupe, Quatuor plastique, à l’École des beaux-arts de Valence en 2003.  En 2002, Saul Ostrow l’invite à la galerie Dorsky à New-York pour une exposition de groupe intitulée The resonance of Support/Surface. Son œuvre est également présentée à la galerie Bellwether à New-York dans l’exposition Knowing when to stop dont le commissariat est assuré par Patrick Callery et en 2003, puis avec une exposition personnelle en 2004, la galerie Cynthia Brown (New York) expose ses « Volumes paintings » cette même année.
En 2004, il revient vivre en France et s’installe à Paris. En 2003-2004, quatre expositions monographiques à L’H du Siège (Valenciennes), à l’École des beaux-arts de Belfort, à la galerie Les Filles du Calvaire (Paris) et à  Bellwether Gallery (New York) font un premier bilan de sa démarche, accompagné d’un catalogue qui inclut deux essais : un de Jeff Rian et un de Tristan Trémeau. À partir de 2006, Edouard Prulhière développe un ensemble de propositions qui se cristallisent par diverses installations, figures organisées dans l’espace selon leur matérialité, leur forme et la configuration des lieux. Ses diverses manipulations au sein de sa pratique transposent et questionnent l'ontologie de la peinture à travers formes et supports comme au MAAC Bruxelles en 2006, à L’art dans les chapelles en 2007, à M 190 [4]en 2009 et à Exos Lucius en 2010.
En 2011, il réalise une œuvre in situ pour Le château de Kerpaul, résidences 777 à Loctudy. Invité par l’artothèque de Vitré (35) en 2012 et 2013, il crée une installation plastique réalisée en lien avec une création sonore conçue avec 20 musiciens sous une forme de dialogue où la part de l’improvisation tient une place prépondérante (Sonoplasto). Cette installation met en relation les correspondances possibles entre une construction plastique et le son dans une volonté de tirer une nouvelle matérialité de sa peinture et de concevoir de nouveaux signes dans un répertoire qui s’élargit à un autre domaine qu’à celui des arts plastiques. Cette même année 2013, le centre d’art de Kerguéhennec  lui permet d’investir différents espaces du château en exposant des pièces représentatives de son œuvre. Il crée, in situ, Madrugada, dont il fait une autre proposition au centre d’art La Vigie à Nîmes. Au printemps 2013 la galerie Scrawitch (Paris) qui lui consacre une exposition personnelle.

## Prix
- 1996 : lauréat de la Pollock-Krasner foundation, USA;
- 2017 : lauréat de la Gottlieb Foundation, USA
- 2018 : lauréat de l'aide à la création DRAC Ile de France

### Articles de référence
- Maxence Alcalde, « Edouard Prulhiere à la errasse de Nanterre » Oskoor, 27 octobre 2017
- Tristan Trémeau, « En un lieu incertain, littérature et peinture après le désastre », L’art même n°55, 2012
- Valély Poulet, « La peinture inépuisable medium », Transversales, juin 2012
- Olivier Gourvil, « Peinture, réseaux, terriers », Actualité de la peinture, n°7, 2011
- Tristan Trémeau, « Peintures engagées », Art 21, n°7, 2006
- Tristan Trémeau, « Le tact du tableau », Art 21 n°3, 2005
- James Pinson, in Contemporary Art n°65, 2004
- Raphaël Rubinstein, « A Quiet Crisis », in Art in America, mars 2003
- Raphaël Rubinstein, , « 8 Painters : New York », Art in America, novembre 2003
- Holland Cotter, « Art in Review » , New York Times, 21 juin 2002
- Tristan Trémeau, Edouard Prulhière, Art Press n° 248, 1999
- Jerry Saltz, Art in América, octobre 1994